# Катар-4
Катар-4 (Qatar 4) — одиночная звезда в созвездии Андромеды на расстоянии приблизительно 1083 световых лет (около 332 парсек) от Солнца. Видимая звёздная величина звезды — +13,6m. Возраст звезды определён как около 170 млн лет.
Вокруг звезды обращается, как минимум, одна планета.

## Характеристики
Катар-4 — оранжевый карлик спектрального класса K1V. Масса — около 0,896 солнечной, радиус — около 0,85 солнечного, светимость — около 0,396 солнечной. Эффективная температура — около 5106 K.

## Планетная система
В 2016 году группой астрономов, работающих в рамках проекта QES, у звезды обнаружена планета Катар-4 b.